# Carme
Carme – gmina w Hiszpanii, w prowincji Barcelona, w Katalonii, o powierzchni 11,45 km². W 2011 roku gmina liczyła 866 mieszkańców.